# Jožica Cetin Venturini
Jožica Cetin Venturini, slovenska partizanska učiteljica in aktivistka, * 2. marec 1906, Sela pri Dobovi, † 27. marec 1944, Straža.

## Življenje
Jožica Cetin, poročena Venturini, se je rodila na Selah pri Dobovi v premožni kmečki družini s šestimi otroki. Na učiteljišču v Mariboru se je izšolala za učiteljico, nato pa je poučevala v Prevoljah pri Pilštanju, Vojniku in na Senovem. Na Senovem je spoznala učitelja Oskarja Venturinija. Poročila sta se leta 1934. S sinom Dušanom je po nemški okupaciji pribežala v Stražo, mož pa je leta 1941 odšel v partizane. Poučevala je v Poljanah pri Dolenjskih Toplicah. Ker ni izdala, kje se skriva njen mož, so jo v Novem mestu zaprli. Po vrnitvi je leta 1944 poučevala v Gorenji Straži. Bila je priljubljena in cenjena tako s strani otrok kot tudi starejših. Bila je aktivistka OF. Marca 1944 so aktivisti prebivalce iz Vavte vasi in Straže nagovarjali za pomoč partizanskim šolam. Bili so izdani in naslednji dan so domobrancem obkolili Stražo, Jožico Venturini na pobočju Srobotnika ujeli skupaj z aktivistom Antonom Mišičem, ju mučili in umorili. Pokopana je bila v Straži, po vojni pa so jo prekopali na domače pokopališče v Dobovi.

## Po smrti
Na Selah pri Dobovi sta bila po njej imenovana dramski krožek in moški pevski zbor. Odkrili so tudi spominsko ploščo na prosvetnem domu v Dobovi. Njeno ime je zapisano med žrtvami na spomeniku NOB.
Osnovna šola Vavta vas se je med leti 1987 in 1991 imenovala po njej, prav tako vaško športno društvo. V veži osnovne šole stoji njena spominska plošča z verzi pesnika Severina Šalija.
4. julija 1981 je Zveza borcev Straža odkrila spominsko ploščo Jožici Venturini in Antonu Mišiču na Ravbarjevi zidanici. Po njej se imenuje tudi ulica v Dobovi.